# Tetřevec
Tetřevec (1044 m n. m.; německy Johnskoppe, Johnskuppe či Johannesberg) je hora v Orlických horách. Nachází se asi 8 km jihovýchodně od Deštného v Orlických horách, 3,5 kilometru severovýchodně od Zdobnice a 2 kilometry západně od Orlického Záhoří. Je nejvyšším vrcholem Kunštátského hřbetu. Je tvořena ortorulami.

## Vrchol, stavby a vegetace
Vrcholová plošina spadá příkře k západu i východu. Severní sedlo oddělující Tetřevec a Homoli je výrazně hlubší než sedlo jižní, které odděluje Tetřevec od hory U Kunštátské kaple (965 m n. m. oproti 1010 m n. m.). Západním úbočím se táhne pás lehkého opevnění z let 1936 až 1938. Hora včetně vrcholu je zalesněna smrkem, území kolem vrcholu ostrůvkovitě porůstají cennější horské třtinové smrčiny, většinu svahů však pokrývá hospodářský les.

## Přístup
Nedaleko vrcholu vede červeně značená hřebenová trasa. V nejvyšším bodě cesty je vrchol necelých 50 m směrem na západ.